# Lumière de la révélation masculine
 (décembre 2021).

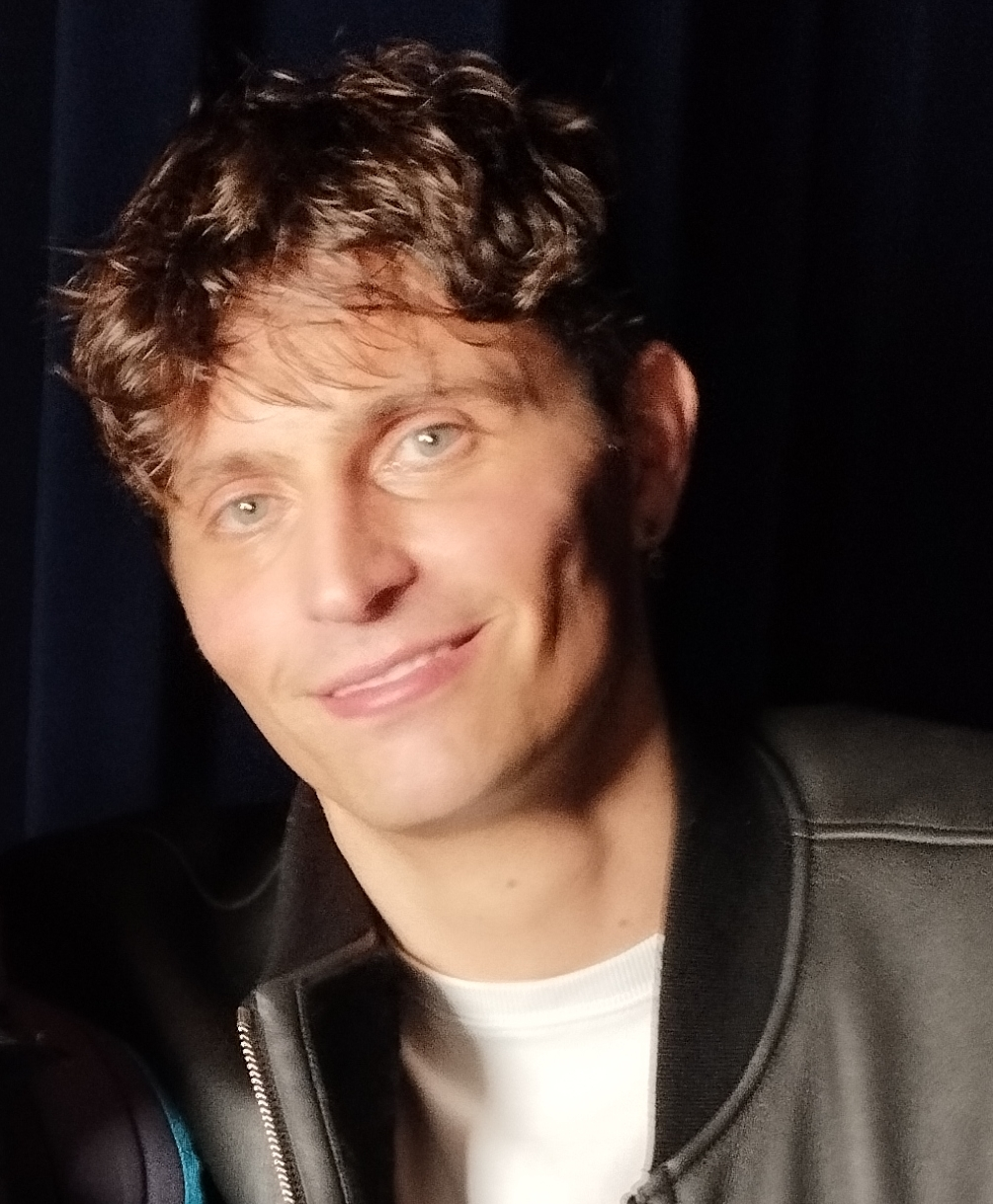
Raphaël Quenard, Lumière 2024 pour le film Chien de la casse de Jean-Baptiste Durand

L’académie des Lumières, composée de plus de deux cents journalistes de la presse internationale, récompense chaque année depuis 1996 les meilleurs films français ou francophones.
Depuis 2000, le Lumière de la révélation masculine est remis chaque année lors de la « Cérémonie des Lumières de la presse internationale » à un jeune acteur prometteur, tenant un rôle dans un film français sorti en France l’année précédente.

## Palmarès

### Années 2000
- 2000 : Romain Duris pour le rôle d'Arthur dans Peut-être de Cédric Klapisch
- 2001 : Jalil Lespert pour le rôle de Frank dans Ressources humaines de Laurent Cantet
- 2002 : Abdel Halis pour le rôle de Chad dans 17, rue Bleue de Chad Chenouga
- 2003 : Gaspard Ulliel pour le rôle de Loïc dans Embrassez qui vous voudrez de Michel Blanc
- 2004 : Grégori Derangère pour le rôle de Frédéric Auger dans Bon voyage de Jean-Paul Rappeneau
- 2005 : Damien Jouillerot pour le rôle de Daniel Massu dans Les Fautes d’orthographe de Jean-Jacques Zilbermann
- 2006 : Johan Libéreau pour le rôle de Mickael dans Douches froides d'Antony Cordier

- 2007 : Julien Boisselier pour le rôle de Thomas dans Je vais bien, ne t’en fais pas de Philippe Lioret
  - Bernard Blancan pour Indigènes
  - Jean-Louis Coulloc'h pour Lady Chatterley
  - Malik Zidi pour Les Amitiés maléfiques
  - Thibault Vinçon pour Les Amitiés maléfiques
- 2008 : Jocelyn Quivrin pour le rôle de Charlie dans 99 Francs de Jan Kounen
  - Fu'ad Ait Aattou pour Une Vieille Maîtresse de Catherine Breillat
  - Laurent Stocker pour Ensemble c'est tout de Claude Berri
  - Kolia Litscher pour Charly d'Isild Le Besco
  - Yannick Renier pour Nue Propriété de Joachim Lafosse
- 2009 : Mohamed Bouchaïb pour le rôle de Khliffa dans Mascarades de Lyes Salem
  - Anton Balekdjian pour Un monde à nous de Frédéric Balekdjian
  - Emile Berling pour Les Hauts Murs de Christian Faure
  - François Civil pour Soit je meurs, soit je vais mieux de Laurence Ferreira Barbosa
  - Marco Cortes pour Khamsa de Karim Dridi
  - Nomination spéciale : les élèves dans le film Entre les murs de Laurent Cantet : Nassim Amrabt, Laura Baquela, Cherif Bounaïdja Rachedi, Juliette Demaille, Dalla Doucouré, Arthur Fogel, Damien Gomes, Louise Grinberg, Qifei Huang, Wei Huang, Franck Keïta, Henriette Kasaruhanda, Lucie Landrevie, Agame Malembo-Emene, Rabah Naït Oufella, Carl Nanor, Esmeralda Ouertani, Eva Paradiso, Rachel Régulier, Angelica Sancio, Samantha Soupirot, Boubacar Touré, Justine Wu, Atouma Dioumassy, Nitany Gueyes

### Années 2010
- 2010 : Vincent Lacoste et Anthony Sonigo pour le rôle de Hervé et Camel dans Les Beaux Gosses de Riad Sattouf
  - Firat Ayverdi pour Welcome de Philippe Lioret
  - Maxime Godart pour Le Petit Nicolas de Laurent Tirard
  - Samy Seghir pour Neuilly sa mère ! de Gabriel Julien-Laferrière
- 2011 : Antonin Chalon pour le rôle de Lucas dans No et moi de Zabou Breitman
  - Aymen Saïdi pour Dernier étage, gauche, gauche
  - Nahuel Perez Biscayart pour Au fond des bois
  - Emile Berling pour Le bruit des glaçons
  - Jules Pelissier pour Simon Werner a disparu...
- 2012 : Denis Ménochet pour le rôle d'Alex dans Les Adoptés de Mélanie Laurent
  - Grégory Gadebois dans Angèle et Tony
  - Guillaume Gouix dans Jimmy Rivière
  - Raphaël Ferret dans Présumé coupable
  - Mahmoud Shalaby dans Les Hommes libres
- 2013 : Ernst Umhauer pour le rôle de Claude dans Dans la maison de François Ozon
  - Clément Métayer pour Après Mai
  - Stéphane Soo Mongo pour Rengaine
  - Pierre Niney pour Comme des frères
  - Mahmoud Shalaby pour Une bouteille à la mer
- 2014 : Raphaël Personnaz pour le rôle de Vlaminck dans Quai d'Orsay de Bertrand Tavernier et celui de Marius dans Marius de Daniel Auteuil
  - Pierre Deladonchamps dans L'Inconnu du lac
  - Paul Hamy dans Suzanne
  - Tewfik Jallab dans La Marche
  - Vincent Macaigne dans La Fille du 14 juillet
  - Niels Schneider dans Désordres
- 2015 : Kévin Azaïs pour le rôle d'Arnaud Labrède dans Les Combattants de Thomas Cailley
  - Thomas Blumenthal dans La Crème de la crème
  - Bastien Bouillon dans Le Beau Monde
  - Jean-Baptiste Lafarge dans La Crème de la crème
  - Didier Michon dans Fièvres
  - Pierre Rochefort dans Un beau dimanche
  - Marc Zinga dans Qu'Allah bénisse la France
- 2016 : Rod Paradot pour le rôle de Malony dans La Tête haute d'Emmanuelle Bercot
  - Stany Coppet dans La Vie pure
  - Quentin Dolmaire dans Trois Souvenirs de ma jeunesse
  - Alban Lenoir dans Un Français
  - Félix Moati dans À trois on y va
  - Harmandeep Palminder dans Bébé tigre
- 2017 : Damien Bonnard pour le rôle de Léo dans Rester vertical d'Alain Guiraudie
  - Corentin Fila et Kacey Mottet-Klein dans Quand on a 17 ans
  - Finnegan Oldfield dans Bang Gang
  - Toki Pilioko dans Mercenaire
  - Sadek dans Tour de France
  - Niels Schneider dans Diamant noir
- 2018 : Arnaud Valois pour le rôle de Nathan dans 120 Battements par minute de Robin Campillo
  - Khaled Alouach dans De toutes mes forces
  - Matthieu Lucci dans L'Atelier
  - Nekfeu dans Tout nous sépare
  - Finnegan Oldfield dans Marvin ou la Belle Éducation
  - Pablo Pauly dans Patients
- 2019 : Félix Maritaud pour le rôle de Léo dans Sauvage de Camille Vidal-Naquet
  - Anthony Bajon pour son rôle dans La Prière
  - William Lebghil pour son rôle dans Première Année
  - Andranic Manet pour son rôle dans Mes provinciales
  - Dylan Robert pour son rôle dans Shéhérazade

### Années 2020
- 2020 : Alexis Manenti pour le rôle de Chris dans Les Misérables de Ladj Ly
  - Thomas Daloz pour Les Particules
  - Tom Mercier pour Synonymes
  - Issa Perica pour Les Misérables
  - Thimotée Robart pour Vif-Argent
- 2021 : Benjamin Voisin et Félix Lefebvre pour les rôles de David Gorman et Alexis Robin dans Été 85 de François Ozon
  - Guang Huo dans La Nuit venue
  - Djibril Vancoppenolle dans Petit pays
  - Alexandre Wetter dans Miss
  - Jean-Pascal Zadi dans Tout simplement noir

- 2022 : Thimotée Robart pour le rôle de Philippe dans Les Magnétiques
  - Alseni Bathily pour le rôle de Youri dans Gagarine
  - Abdel Bendaher pour le rôle d'Ibrahim dans Ibrahim
  - Sami Outalbali pour le rôle d'Ahmed dans Une histoire d'amour et de désir
  - Makita Samba pour le rôle de Camille dans Les Olympiades

- 2023 : Dimitri Doré pour Bruno Reidal
  - Adam Bessa pour Harka
  - Stefan Crepon pour Peter von Kant
  - Paul Kircher pour Le Lycéen
  - Aliocha Reinert pour Petite nature

- 2024 : Raphaël Quenard pour Chien de la casse
  - Arthur Harari pour Le Procès Goldman
  - Samuel Kircher pour L'Été dernier
  - Milo Machado-Graner pour Anatomie d'une chute
  - Abdulah Sissoko pour Le Jeune Imam
- 2025 : Clément Faveau pour Vingt Dieux
  - Sayyid El Alami pour Leurs enfants après eux
  - Malik Frikah pour L'Amour ouf
  - Félix Kysyl pour Miséricorde
  - Pierre Lottin pour Quand vient l'automne